# Quần đảo Habomai
Quần đảo Habomai (Tiếng Nga: Хабомаи (Khabomai), Tiếng Nhật: 歯舞群島 (Habomai guntō) hoặc 歯舞諸島 (Habomai shotō , âm Hán-Việt: Quần đảo Xỉ Vũ) là một nhóm các hòn đảo nhỏ ở cực nam của Quần đảo Kuril. Quần đảo hiện nằm dưới quyền kiểm soát của Nga, nhưng Nhật Bản cũng tuyên bố chủ quyền và coi đây là một phần của  Lãnh thổ Phương Bắc cùng với các đảo Iturup, Kunashir và Shikotan.
Liên Xô chiếm đóng  Habomai trong những ngày cuối của cuộc Thế chiến thứ 2, và sau đó được sáp nhập vào Liên bang Xô viết, Liên Xô coi đây là hành động phù hợp với Thỏa thuận Yalta giữa các nước thuộc phe Đồng minh, trong đó việc chuyển giao các hòn đảo cho Liên Xô để đổi lấy sự tham gia của Liên Xô trong cuộc Chiến tranh Thái Bình Dương.
Năm 1956, sau các cuộc đàm phán khó khăn, Liên Xô đồng ý nhượng lại Habomai cho Nhật Bản, cùng với Shikotan, sau khi ký kết một hiệp ước hòa bình giữa hai nước. Tuy nhiên, hiệp ước đã không được ký kết, và các đảo vẫn thuộc thẩm quyền của Liên Xô. Tuy nhiên, lời hứa cho một giải pháp hai đảo (để đơn giản, coi tất cả các đảo Habomai là một hòn đảo) vẫn được để ngỏ trong các cuộc đàm phán Nga-Nhật.
Một phần vì không chắc chắn về tương lai của Habomai, quần đảo hiện nay không có người của tiền đồn bảo vệ biên giới Nga.